# Olivia Welch
Olivia Scott Welch (Texas, 11 febbraio 1998) è un'attrice statunitense.

## Biografia
Olivia Welch nasce in Texas nel 1998. Frequenta la Russell Public School per due anni. Dopo aver conseguito la laurea in recitazione intraprende la carriera da attrice venendo scelta per il suo primo ruolo in The Dunes Club. La notorietà arriva poi 6 anni dopo con il ruolo di Heather Nill nella serie TV di Prime Video Panic e poi con la trilogia di Fear Street distribuita invece da Netflix.

## Filmografia

### Cinema
- Shithouse, regia di Cooper Raif (2020)
- The Party Slasher, regia di Teddy Padilla (2021)

### Televisione
- The Dunes Club, regia di Gary Halvorson - film TV (2015)
- Modern Family – serie tv, 2 episodi (2015-2016)
- Agent Carter – serie TV, episodio 4x02 (2016)
- Unbelievable – miniserie TV, 2 episodi (2019)
- Panic – serie TV, 10 episodi (2021)
- Fear Street Parte 1: 1994, regia di Leigh Janiak – film TV (2021)
- Fear Street Parte 2: 1978, regia di Leigh Janiak – film TV (2021)
- Fear Street Parte 3: 1666, regia di Leigh Janiak – film TV (2021)
- Lucky Hank – serie TV, 8 episodi (2023)

### Cortometraggi
- Godspeed, regia di Teddy Padilla (2022)

## Doppiatrici italiane
Nelle versioni in italiano dei suoi film, Olivia Welch è stata doppiata da:
- Martina Angeletti[3] in Fear Street: 1994[4], Fear Street Parte 2: 1978[5], Fear Street: 1666[6]
- Emanuela Ionica[7] in Panic[8]